# 第十七季超級籃球聯賽全明星賽
第十七季超級籃球聯賽全明星賽是第十七季超級籃球聯賽全明星賽，原定於2020年2月8日於新北市新莊體育館舉行，但由於2019冠狀病毒病疫情而取消舉辦。

## 全明星賽
由SBL明星隊對戰中華男籃代表隊。

## 全明星周末

### 灌籃大賽
| 球員   | 球隊     |
| ------ | -------- |
| 賽森   | 九太科技 |
| 巴克利 | 台灣啤酒 |
| 張幃翔 | 臺灣銀行 |

### 三分球大賽
| 球員   | 球隊         |
| ------ | ------------ |
| 呂政儒 | 裕隆納智捷   |
| 簡浩   | 裕隆納智捷   |
| 基恩   | 裕隆納智捷   |
| 李啟瑋 | 桃園璞園建築 |
| 簡偉儒 | 桃園璞園建築 |
| 于煥亞 | 九太科技     |
| 黃鎮   | 台灣啤酒     |
| 李其恩 | 臺灣銀行     |

### 技術挑戰賽
| 球員   | 球隊         |
| ------ | ------------ |
| 蔣淯安 | 台灣啤酒     |
| 李維哲 | 臺灣銀行     |
| 盧冠軒 | 裕隆納智捷   |
| 陳懷安 | 九太科技     |
| 李家慷 | 桃園璞園建築 |